# Le Passager de la pluie
Pour les articles homonymes, voir Le Passager de la pluie (homonymie).
Pour plus de détails, voir Fiche technique et Distribution.
Le Passager de la pluie est un film policier français réalisé par René Clément, sorti en 1970.
Produit par Serge Silberman, réalisé sur un scénario original de Sébastien Japrisot, le film a comme interprètes principaux Charles Bronson, Marlène Jobert et Annie Cordy.

## Synopsis
Mélie est la jeune épouse de Tony, un navigateur de l'aviation civile souvent absent du foyer. Leur maison est à l'écart de la ville, au bord de la Méditerranée.
Un soir, elle est agressée chez elle et violée par un inconnu qui venait le même jour d'arriver en autocar dans la localité. Elle parvient à le tuer puis, après avoir transporté le corps dans son break, elle s'en débarrasse dans une crique. Mais le lendemain surgit un personnage mystérieux : un nommé Harry Dobbs, américain, qui s'introduit lui aussi dans la maison et s'intéresse de très près à l'affaire dont il semble tout savoir ou presque. Il entreprend de harceler Mélie, en lui posant des questions auxquelles elle refuse de répondre, et ainsi il engage de force avec elle une partie parfois brutale, dont l'enjeu demeure inconnu. Dans le même temps, la police enquête, elle aussi. L'héroïne est prise entre ces deux dangers.
Isolée en l'absence de son époux qui, de plus, semble lié à l'affaire, elle tente de résister, avant de finalement accepter le jeu étrange que lui impose le second intrus, mais toujours sans comprendre ce qu'il cherche à obtenir.

## Fiche technique
Sauf indication contraire, les informations mentionnées dans cette section peuvent être confirmées par la base de données cinématographiques Unifrance,  présente dans la section « Liens externes ».
- Titre : Le Passager de la pluie
- Réalisation : René Clément, assisté de Jacques Bourdon
- Scénariste : Sébastien Japrisot
- Photographie : Andréas Winding
- Décors : Pierre Guffroy
- Ensemblier : Pierre Lefait
- Costumes : Rosine Delamare
- Montage : Françoise Javet
- Musique : Francis Lai
- Production : Serge Silberman
- Pays de production :  France,  Italie
- Langue : français
- Format : Couleur (Eastmancolor) - 35 mm - Mono - Ratio : 1,66:1
- Tourné du 2 juin au 4 août 1969 sur la presqu'île de Giens et ses environs, ainsi qu'en Italie
- Genre : Film dramatique, film policier, thriller
- Durée : 120 minutes (France)
- Dates de sortie :
  - France : 21 janvier 1970
  - États-Unis : 24 mai 1970
  - Suisse : 19 août 1970
  - Finlande : 18 septembre 1970
  - Belgique : 5 février 1971 (Gand)
- Classification :
  - France : Interdit aux -12 ans

## Distribution
- Marlène Jobert : Mélancolie Mau
- Charles Bronson (VF : John Berry) : Harry Dobbs
- Annie Cordy : Juliette
- Jill Ireland : Nicole
- Ellen Bahl : Madeleine Legauff
- Steve Eckhardt : officier américain
- Jean Gaven : inspecteur Toussaint
- Marika Green : hôtesse de Tania
- Corinne Marchand : Tania
- Marc Mazza : le passager McGuffin
- Marcel Pérès : patron de la station
- Jean Piat : M. Armand
- Gabriele Tinti : Tony Mau

## Autour du film
- McGuffin, le nom de l'inconnu tué, fait référence à Alfred Hitchcock qui utilisait l'expression pour désigner un ressort dramatique sans importance mais qui motivait toute l’action du film.
- Le film devait être réalisé à l'origine par Eddy Matalon.
- Marlène Jobert a épousé le frère de Marika Green.
- Harry Dobbs est également le nom du principal protagoniste d'un épisode de La Cinquième Dimension : sans abri.
- Dobbs saoule Mélie en la forçant à boire du whisky écossais de la marque Haig.
- L'histoire se passe dans une station balnéaire, Cap-les-Pins, une commune fictive située entre Toulon et Saint-Tropez. « Ce n'est même pas une ville mais une seule et longue rue qui épouse les courbes d'une plage de sable battue par la Méditerranée »[1]. Le tournage du film a eu lieu sur la presqu'île de Giens. Sébastien Japrisot réutilisera le nom de Cap-les-Pins dans un film ultérieur : Juillet en septembre.

## Récompenses et distinctions

### Récompenses
- 1970 : Marlène Jobert a gagné le prix David di Donatello du meilleur rôle féminin
- 1971 : Golden Globe du meilleur film étranger

### Nominations
- 1971 : Laurel Awards du meilleur film,
- 1971 : Prix Edgar-Allan-Poe des meilleures images